# Leucadendron microcephalum
Espèce

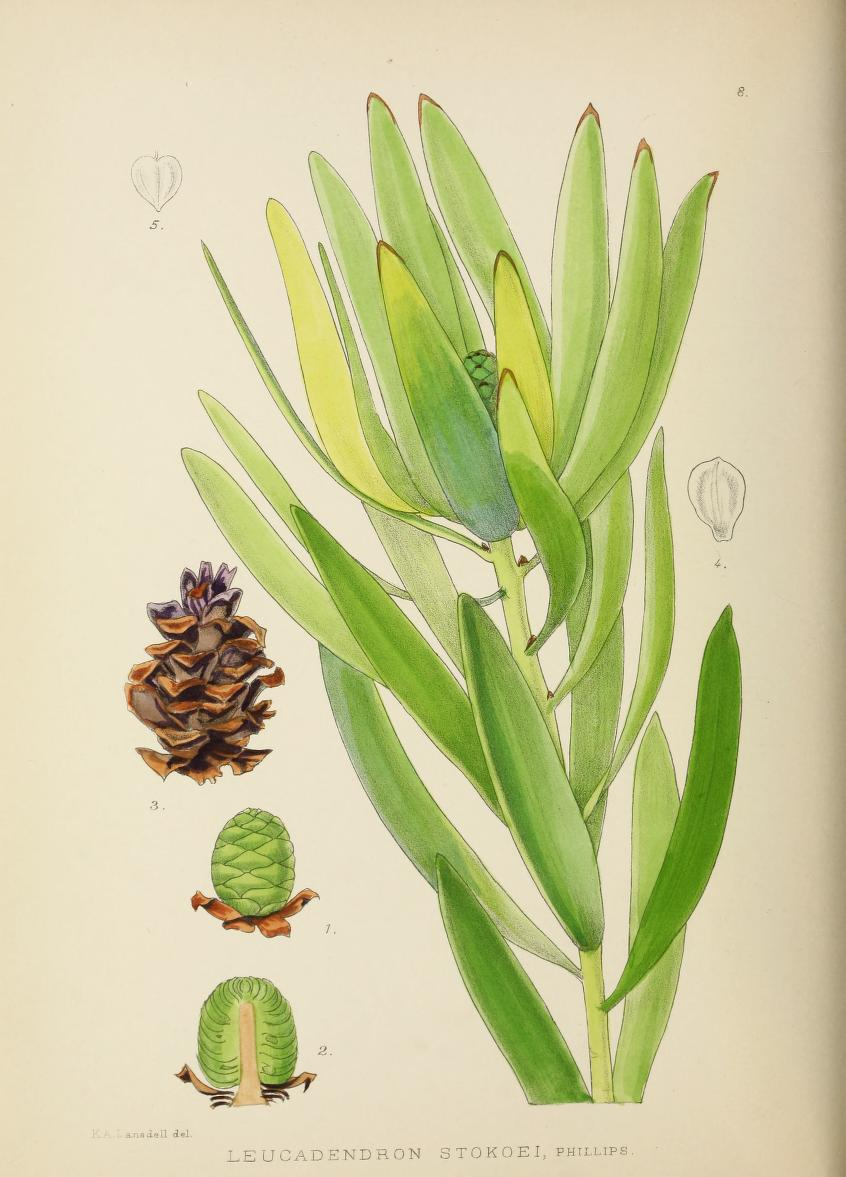
Section longitudinale d'une inflorescence femelle.

Leucadendron microcephalum est une espèce de plantes à fleurs de la famille des Proteaceae. Cet arbuste dioïque à tige unique, originaire d'Afrique du Sud, est l'une des quelque 200 espèces du genre, toutes confinées à l'Afrique du Sud.

## Description
Leucadendron microcephalum est dénommée « Oilbract conebushen » en anglais en raison des bractées brunes, collantes et huileuses que l'on trouve sur les deux sexes lorsqu'ils sont en bouton, une caractéristique qui la distingue des autres espèces de Leucadendron. Après la floraison, les bractées se ferment, devenant dures et sèches, formant un cône durable et protégeant le capitule fermé et les fruits en forme de cœur. Cette espèce produit des feuilles glabres d'environ 90 mm de long et porte des fleurs jaunes pollinisées par les coléoptères en juillet et août - les mâles (environ 18 mm de diamètre) et les femelles (environ 11 mm de diamètre) étant sur des plantes séparées. Les arbustes mâles sont arrondis et peuvent atteindre 1,5 m de haut, tandis que les femelles ont une couronne étroite et peuvent atteindre 2 m de haut. Les feuilles involucrées sont jaunes. Les plantes sont détruites par les incendies saisonniers intenses, mais les graines retenues dans les capitules floraux ou ligneux peuvent survivre plusieurs années pour produire la génération suivante;

## Répartition et habitat
Leucadendron microcephalum est endémique du Cap-Occidental. Il est très grégaire et se rencontre en peuplements denses de centaines de milliers d'individus, généralement à flanc de montagne sur des sols gréseux et pierreux. Il est particulièrement abondant aux alentours de Villiersdorp (en). Son aire de répartition couvre le Kogelberg, le Kleinmond, la Klein River (en), les montagnes du Groenland au nord de Grabouw, les Hottentots-Holland, les montagnes du Kloof de Du Toit, les montagnes de Riversonderend et le Swartberg au-dessus de Caledon,. Il pousse du niveau de la mer jusqu'à 1 200 m.

## Dénomination
Cet arbuste est appelé communément en anglais, Oilbract Conebush.

## Systématique
Leucadendron microcephalum a été décrit pour la première fois par Michel Gandoger & Heinrich Rudolph Schinz en 1913. Edwin Percy Phillips (en) l'a publié  en 1921 par erreur comme une nouvelle espèce, L. stokoei,.
Le basionyme de ce taxon est : Leucadendron decorum microcephalum Gand.
Leucadendron microcephalum a pour synonymes :
- Leucadendron decorum f. microcephalum Gand.
- Leucadendron decorum subsp. fma R.Br.
- Leucadendron decorum subsp. microcephalum Gand.
- Leucadendron stokoei E.Phillips

### Étymologie
Le nom de genre Leucadendron vient du grec leukos « brillant, blanc » et dendron « arbre ». 
Son épithète spécifique microcephalum, du grec avec micros « petit  » et kephale « tête » signifiant « avec un petit capitule ».